# Zonsverduistering van 12 augustus 2026

Animatie zonsverduistering
op 12 augustus 2026

De totale zonsverduistering van 12 augustus 2026 zal voornamelijk over het noordpoolgebied en de Atlantische Oceaan trekken, maar ook over Rusland, Groenland, het westen van IJsland, het noorden van Spanje en het noordoosten van Portugal. Het punt met maximale totaliteit ligt op zee vlak voor de westkust van IJsland dicht bij het plaatsje Patreksfjörður en duurt 2 minuten en 18 seconden.
Het is de eerste keer na de zonsverduistering van 11 augustus 1999 dat de kernschaduw van de maan het vasteland van Europa treft. Ze trekt over het noorden van Spanje en schampt daarbij het noordoosten van Portugal. De zon staat dan al zeer laag aan de horizon, het einde van de zonsverduistering is alleen vanuit de Spaanse noordkust te zien. In grote delen van Spanje gaat de zon gedeeltelijk verduisterd onder. Op de Balearen gaat de zon kort na de totaliteit onder.
Deze zonsverduistering vindt tijdens de vakantietijd plaats. Bovendien is de totaliteitszone in Spanje gemakkelijk te bereizen vanuit Europa en zijn er in Spanje goede waarnemingskansen door het klimaat aldaar. Waarschijnlijk zal er daarom grote belangstelling zijn voor deze zonsverduistering.

## Verloop
De verduistering begint bij zonsopkomst in het noordoostelijk deel van de Russische regio Krasnojarsk, ver verwijderd van grotere nederzettingen. De maanschaduw beweegt zich snel noordwaarts, vlak langs de Noordpool, over de Noordelijke IJszee naar Groenland. De zone van de totaliteit trekt vervolgens in zuidelijke richting over het oosten van Groenland over het noordelijk deel van de Atlantische Oceaan en raakt het uiterste westen van IJsland. Het schiereiland Vestfirðir ligt vlak bij het totaliteitsmaximum, waardoor daar rond de twee minuten totaliteit bereikt kan worden, maar ook de hoofdstad Reykjavik ligt in het pad van de totaliteit. Deze zonsverduistering zal de eerste totale zonsverduistering zijn die vanaf IJsland te zien is sinds die van 30 juni 1954 en de enige die daar in de 21e eeuw is te zien.
Het pad van de totaliteit gaat daarna over het noorden van Spanje van de Atlantische kust tot aan de Middellandse Zeekust evenals op de Balearen. De totaliteit zal zichtbaar zijn vanuit de steden Valencia, Zaragoza, Palma en Bilbao, maar zowel Madrid als Barcelona liggen net buiten het pad van de totaliteit. In Burgos, Santander en Zaragoza staat de zon zeer laag en gaat de zon gedeeltelijk verduisterd onder. In Valencia en op Ibiza en Mallorca gaat de zon kort na de totaliteit onder.
De laatste totale zonsverduistering in Spanje was de zonsverduistering van 30 augustus 1905 welke een soortgelijk pad over het land volgde. De eerstvolgende totale zonsverduistering die in Spanje te zien is, zal minder dan een jaar later plaatsvinden, op 2 augustus 2027.
De zon zal voor meer dan 90% verduisterd zijn in Ierland, Groot-Brittannië, Portugal, Frankrijk, Italië, de Balkan en Noord-Afrika. In grote delen van Europa, Noord-Afrika en Noord-Amerika zal een gedeeltelijk verduisterde zon te zien zijn.
De verduistering maakt deel uit van de Saros 126 zonsverduisteringserie.

## Lengte

### Maximum
Het punt met maximale totaliteit ligt op zee vlak voor de westkust van IJsland dicht bij het plaatsje Patreksfjörður en duurt 2m18,2s.

### Limieten
| Fenomeen                    | Code | Tijdstip UTC |
| --------------------------- | ---- | ------------ |
| Eerste contact bijschaduw   | P1   | 15:34:01.1   |
| Eerste contact kernschaduw  | U1   | 16:57:54.1   |
| Kernschaduw compleet vanaf  | U2   | 17:01:54.9   |
| Bijschaduw compleet vanaf   | P2   | Niet         |
| Maximum eclips              | GE   | 17:45:43.7   |
| Bijschaduw compleet t/m     | P3   | Niet         |
| Kernschaduw compleet t/m    | U3   | 18:30:01.4   |
| Laatste contact kernschaduw | U4   | 18:33:57.4   |
| Laatste contact bijschaduw  | P4   | 19:57:47.6   |

## Regio’s met zichtbaarheid
Onderstaand overzicht toont per land de regio’s waarin de totale verduistering te zien zal zijn.
De volgorde in de lijsten is op basis van het tijdstip waarop de hartlijn van de eclips voor het eerst de regio’s betreedt.
De hartlijn van een eclips is een denkbeeldige lijn tussen de noordgrens en zuidgrens van de maanschaduwkegel op het aardoppervlak.

### Rusland(1)
| Plaats         | Max            | Code           |
| 1. Krasnojarsk | 1. Krasnojarsk | 1. Krasnojarsk |
| -------------- | -------------- | -------------- |
| (Noord-Oosten) | 1m36s          | CL             |

### Groenland(2)
| Plaats                           | Max                              | Code                             | Plaats        | Max           | Code          |
| 1. Nationaal Park N.O.-Groenland | 1. Nationaal Park N.O.-Groenland | 1. Nationaal Park N.O.-Groenland | 2. Sermersooq | 2. Sermersooq | 2. Sermersooq |
| -------------------------------- | -------------------------------- | -------------------------------- | ------------- | ------------- | ------------- |

### IJsland(5)
| Plaats        | Max           | Code          | Plaats        | Max           | Code          | Plaats               | Max                  | Code                 | Plaats      | Max         | Code        | Plaats       | Max          | Code         |
| 1. Vestfirðir | 1. Vestfirðir | 1. Vestfirðir | 2. Vesturland | 2. Vesturland | 2. Vesturland | 3. Höfuðborgarsvæðið | 3. Höfuðborgarsvæðið | 3. Höfuðborgarsvæðið | 4. Suðurnes | 4. Suðurnes | 4. Suðurnes | 5. Suðurland | 5. Suðurland | 5. Suðurland |
| ------------- | ------------- | ------------- | ------------- | ------------- | ------------- | -------------------- | -------------------- | -------------------- | ----------- | ----------- | ----------- | ------------ | ------------ | ------------ |

### Spanje(32)
| Plaats            | Max           | Code          | Plaats         | Max          | Code         | Plaats                 | Max            | Code           | Plaats            | Max          | Code         | Plaats                | Max             | Code            |
| 1. Cantabrië      | 1. Cantabrië  | 1. Cantabrië  | 2. Biskaje     | 2. Biskaje   | 2. Biskaje   | 3. A Coruña            | 3. A Coruña    | 3. A Coruña    | 4. Lugo           | 4. Lugo      | 4. Lugo      | 5. Asturië            | 5. Asturië      | 5. Asturië      |
| ----------------- | ------------- | ------------- | -------------- | ------------ | ------------ | ---------------------- | -------------- | -------------- | ----------------- | ------------ | ------------ | --------------------- | --------------- | --------------- |
| Santander         | 1m03s         |               | Getxo          | 0m22s        | NV           | Carino                 | 1m45s          |                | Ribadeo           | 1m49s        |              | Ribadesella           | 1m39s           |                 |
| Torrelavega       | 1m19s         |               | Barakaldo      | 0m29s        | NV           | Ferrol                 | 1m29s          |                | Mondonedo         | 1m44s        |              | Gijon                 | 1m45s           |                 |
| Cabezon de la Sal | 1m27s         |               | Bilbao         | 0m34s        | NP           | A Coruña               | 1m14s          |                | Vilalba           | 1m33s        |              | Oviedo                | 1m48s           |                 |
| Reinosa           | 1m36s         |               | Lanzas Aguda   | 1m07s        |              | Betanzos               | 1m17s          |                | Lugo              | 1m23s        |              | Caroyas               | 1m50s           | CL              |
| Potes             | 1m40s         |               | Urduna         | 1m07s        |              | Sigueiro               | 0m18s          | ZV             | Monforte de Lemos | 0m39s        | ZV           | Cangas del Narcea     | 1m47s           |                 |
| 6. Gipuzkoa       | 6. Gipuzkoa   | 6. Gipuzkoa   | 7. Álava       | 7. Álava     | 7. Álava     | 8. Burgos              | 8. Burgos      | 8. Burgos      | 9. León           | 9. León      | 9. León      | 10. Palencia          | 10. Palencia    | 10. Palencia    |
| Arrasate          | 0m24s         | NP            | Artziniega     | 1m02s        | NV           | Medina de Pomar        | 1m26s          |                | Sorriba           | 1m48s        | CL           | Aguilar de Campoo     | 1m43s           |                 |
| Aretxabaleta      | 0m33s         | NV            | Gesaltza Anana | 1m18s        |              | Mirande de Ebro        | 1m24s          |                | Leon              | 1m45s        |              | Saldana               | 1m47s           |                 |
| Eskoriatza        | 0m38s         | NV            | Gasteiz        | 1m04s        | NV           | Santo Domingo de Silos | 1m45s          | CL             | Ponferrada        | 1m26s        |              | Abia de las Torres    | 1m47s           | CL              |
| Onati             | 0m23s         | NV            | Korres         | 1m07s        | NV           | Burgos                 | 1m44s          |                | Astorga           | 1m34s        |              | Carrion de los Condes | 1m46s           |                 |
| Araotz            | 0m36s         | NV            | Eltziego       | 1m24s        |              | Aranda de Duero        | 1m42s          |                | La Baneza         | 1m31s        |              | Palencia              | 1m42s           |                 |
| 11. Navarra       | 11. Navarra   | 11. Navarra   | 12. Zaragoza   | 12. Zaragoza | 12. Zaragoza | 13. Huesca             | 13. Huesca     | 13. Huesca     | 14. La Rioja      | 14. La Rioja | 14. La Rioja | 15. Pontevedra        | 15. Pontevedra  | 15. Pontevedra  |
| 16. Lleida        | 16. Lleida    | 16. Lleida    | 17. Soria      | 17. Soria    | 17. Soria    | 18. Valladolid         | 18. Valladolid | 18. Valladolid | 19. Ourense       | 19. Ourense  | 19. Ourense  | 20. Tarragona         | 20. Tarragona   | 20. Tarragona   |
| 21. Barcelona     | 21. Barcelona | 21. Barcelona | 22. Teruel     | 22. Teruel   | 22. Teruel   | 23. Zamora             | 23. Zamora     | 23. Zamora     | 24. Segovia       | 24. Segovia  | 24. Segovia  | 25. Guadalajara       | 25. Guadalajara | 25. Guadalajara |
| 26. Castellón     | 26. Castellón | 26. Castellón | 27. Madrid     | 27. Madrid   | 27. Madrid   | 28. Mallorca           | 28. Mallorca   | 28. Mallorca   | 29. Ávila         | 29. Ávila    | 29. Ávila    | 30. Cuenca            | 30. Cuenca      | 30. Cuenca      |
| 31. Valencia      | 31. Valencia  | 31. Valencia  | 32. Ibiza      | 32. Ibiza    | 32. Ibiza    |                        |                |                |                   |              |              |                       |                 |                 |

### Portugal(1)
| Plaats         | Max         | Code        |
| 1. Bragança    | 1. Bragança | 1. Bragança |
| -------------- | ----------- | ----------- |
| (Noord-Oosten) | 0m27s       |             |

### Codelegenda
| Gebied         | Afkorting | Uitleg |
| -------------- | --------- | --- |
| Centrale lijn  | CL        | Deze plaats ligt op de centrale lijn, voor een waarnemer op deze lijn schuift de maan exact in het midden voor de zon langs. De totaliteitsduur is noordwaarts of zuidwaarts op korte afstand al veel lager.                                      |
| Centrale lijn  | CM        | Deze plaats ligt op de centrale lijn het dichtst bij het maximale punt van 2m18,0s. |
| Nabij zonerand | NV        | Deze plaats ligt nabij de noordelijke zonerand, hier is totaliteit waarneembaar, maar verder zuidwaarts duurt de totaliteit langer. |
| Nabij zonerand | ZV        | Deze plaats ligt nabij de zuidelijke zonerand, hier is totaliteit waarneembaar, maar verder noordwaarts duurt de totaliteit langer. |
| Op zonerand    | NP        | Deze plaats ligt op de noordelijke zonerand, in het noordelijk deel van deze plaats is geen totaliteit waarneembaar. In het zuiden van deze plaats is wel totaliteit waarneembaar, maar verder zuidwaarts duurt de totaliteit aanzienlijk langer. |
| Op zonerand    | ZP        | Deze plaats ligt op de zuidelijke zonerand, in het zuidelijk deel van deze plaats is geen totaliteit waarneembaar. In het noorden van deze plaats is wel totaliteit waarneembaar, maar verder noordwaarts duurt de totaliteit aanzienlijk langer. |